# Promesostoma marmoratum
Promesostoma marmoratum är en plattmaskart som först beskrevs av M. Schultze 1851.  Promesostoma marmoratum ingår i släktet Promesostoma, och familjen Promesostomidae. Arten är reproducerande i Sverige.